# Pohorská vesnice (film)
Pohorská vesnice je československý němý dramatický film režiséra Miroslava Josefa Krňanského z roku 1928 natočený na motivy stejnojmenného románu Boženy Němcové.

## Obsazení
| Fred Bulín         | dráteník Jano                       |
| Ivan Frank Kubišta | hrabě Hanuš Březenský               |
| Božena Svobodová   | matka hraběte Březenského           |
| Hermína Fordová    | paní Lorencová, Dánina matka        |
| Melita Jelenská    | komtesa Jelena, Hanušova sestřenice |
| Marie Počepická    | bába                                |
| Marta Trojanová    | bábina vnučka Dorla                 |
| Václav Wasserman   | bábin syn slepý Joza                |
| Ladislav H. Struna | Pavel Srna                          |
| Edmond Trachta     | Petr, Pavlův kamarád                |
| Karel Schleichert  | strýc Pavla Srny pašerák Sršán      |
| Josef Rovenský     | krčmář Michl                        |
| Mary Jansová       | číšnice Líza                        |
| Eduard Malý        | šafář Miča, původně drotár          |
| Josefina Orlická   | Manka, Míčova žena, bábina dcera    |
| Darja Hajská       | selské děvče Kačena                 |
| Luigi Hofman       | vrchní celník                       |
| Antonín Vaverka    | děda Bor                            |
| Eduard Šlégl       | zchudlý šlechtic                    |
| Jarka Pižla        | host v hospodě                      |

## Tvůrci a štáb
- Námět: Božena Němcová (román Pohorská vesnice)
- Scénář: Václav Wasserman
- Režie: Miroslav Josef Krňanský
- Kamera: Josef Bulánek
- Architekt: Vilém Rittershain
- Spolupráce: Willy Ströminger (fotograf)

## Ozvučení
Původně němý film byl v roce 1933 ozvučen.